# Herb Kamionki
Herb Kamionki – jeden z symboli miasta i gminy Kamionka w postaci herbu.

## Wygląd i symbolika
Herb przedstawia w czerwonym polu tarczy wizerunek czterech haków panwiowych srebrnych, z których dwa widnieją pionowo, a dwa poprzecznie. 
Obecny wizerunek herbu nawiązuje bezpośrednio do historycznego herbu Kamionki z XVI wieku.

## Historia
Dawnym herbem miasta i gminy były przedstawione w polu błękitnym dwa skrzyżowane złote klucze. Nawiązywały one do znajdującej się w mieście Parafii św. Piotra i Pawła. Obecny wygląd został ustanowiony uchwałą Rady Miejskiej w Kamionce, która weszła w życie 24 grudnia 2021 roku.

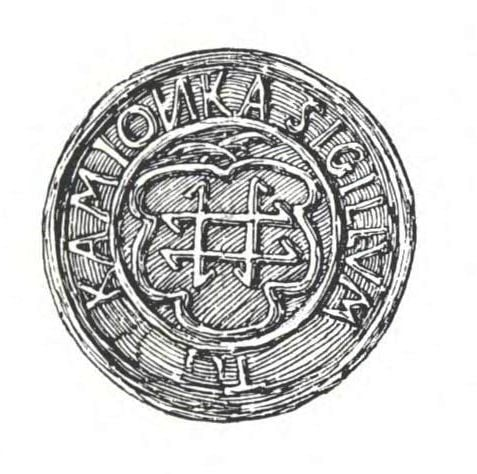
Pieczęć miejska Kamionki z XV wieku
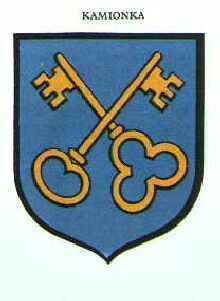
Herb Kamionki sprzed utraty praw miejskich
Herb gminy i miasta Kamionki do 2021 roku

## Autor herbu
Projekt herbu wykonany został przez firmę Pracownia Historyczna SIGNUM dr hab. Henryk Seroka, na podstawie umowy o dzieło z dnia 26.04.2021 roku, zawartej z Gminą Kamionka. Henryk Seroka jest od roku 2000 (z przerwą w latach 2010–2014) członkiem Komisji Heraldycznej, opiniującym wzory symboli samorządowych w ramach ustawowej procedury organu opiniodawczo-doradczego Ministra Spraw Wewnętrznych i Administracji, a jednocześnie parającym się prywatną praktyką projektowania herbów samorządowych. Od 2021 roku projekty symboli samorządowych realizuje w ramach indywidualnej działalności gospodarczej, zarejestrowaną w bazie przedsiębiorców CEiIDG.